# پارک ورزشی آنتیگوا
پارک ورزشی آنتیگوا (به لاتین: Antigua Recreation Ground) یک ورزشگاه فوتبال در آنتیگوآ و باربودا است که در سنت جانز واقع شده‌است.